# Baszta Stolarzy w Krakowie
Baszta Stolarzy (znana także jako Baszta Stolarska, Baszta Stolarzy i Powroźników) – jedna z trzech w pełni zachowanych baszt w obrębie murów miejskich w Krakowie (obok Cieśli oraz Pasamoników).

## Opis baszty
Baszta Stolarzy jest wieżą półokrągłą, wykonaną z cegły w stylu gotyckim na kwadratowej, kamiennej podstawie. Posiada ona 3 kondygnacje i jest własnością Muzeum Książąt Czartoryskich, które to w owej baszcie ma swoje magazyny. Póki co nie jest ona udostępniana turystom, z wyjątkiem ganku od strony ulicy Pijarskiej, gdzie znajduje się zejście z Trasy turystycznej Mury Obronne. W górnej części baszty znajduje się ozdobny fryz, nad którym znajduje się dach o nieregularnym kształcie zbliżonym do stożka, złożony z czerwonej dachówki. Baszta jest położona przy ulicy Pijarskiej, między Bramą Floriańską oraz Basztą Cieśli. Pomiędzy Basztą Stolarzy a Cieśli znajduje się dodatkowo dawny Arsenał Miejski.

## Historia
Baszta została zbudowana najprawdopodobniej w XIV lub XV wieku. Jej głównym zadaniem była obrona Bramy Floriańskiej, a później także i Barbakanu od strony zachodniej. Za jej obronę odpowiedzialne były cechy Stolarzy oraz Powroźników. Na początku XIX wieku Baszta Stolarzy wraz z całą resztą murów miejskich Krakowa, była przewidziana do rozbiórki. W obronie m.in. owej baszty stanął prof. Feliks Radwański, który o tych murach pisał: „Chronią one przed wiatrami wiejącymi pod Kościół Mariacki od Kleparza. Niedobre to wiatry, bo smrody i śmieci znosić będą, a także bezbożnie podwiewać spódnice Paniom Matkom i Żonom.” 13 stycznia 1817 r. Radwański wywalczył w senacie Rzeczypospolitej Krakowskiej decyzję o pozostawieniu dla potomnych fragmentu średniowiecznego muru obronnego opodal Bramy Floriańskiej, m.in. z Basztą Stolarzy. Odratowana od zburzenia baszta została w 1874 roku wraz z sąsiednią Basztą Cieśli i Arsenałem podarowana przez miasto księciu Władysławowi Czartoryskiemu z przeznaczeniem na Muzeum Książąt Czartoryskich. W 2015 roku przeprowadzono gruntowny remont Baszty Stolarzy. W ramach tego remontu wymieniono dachówkę, odczyszczono mury a także odnowiono wnętrze baszty, to co będzie się w niej mieścić zależy od władz muzeum oraz przebiegu dalszych remontów, które w muzeum trwa już od 2010 roku.

## Galeria

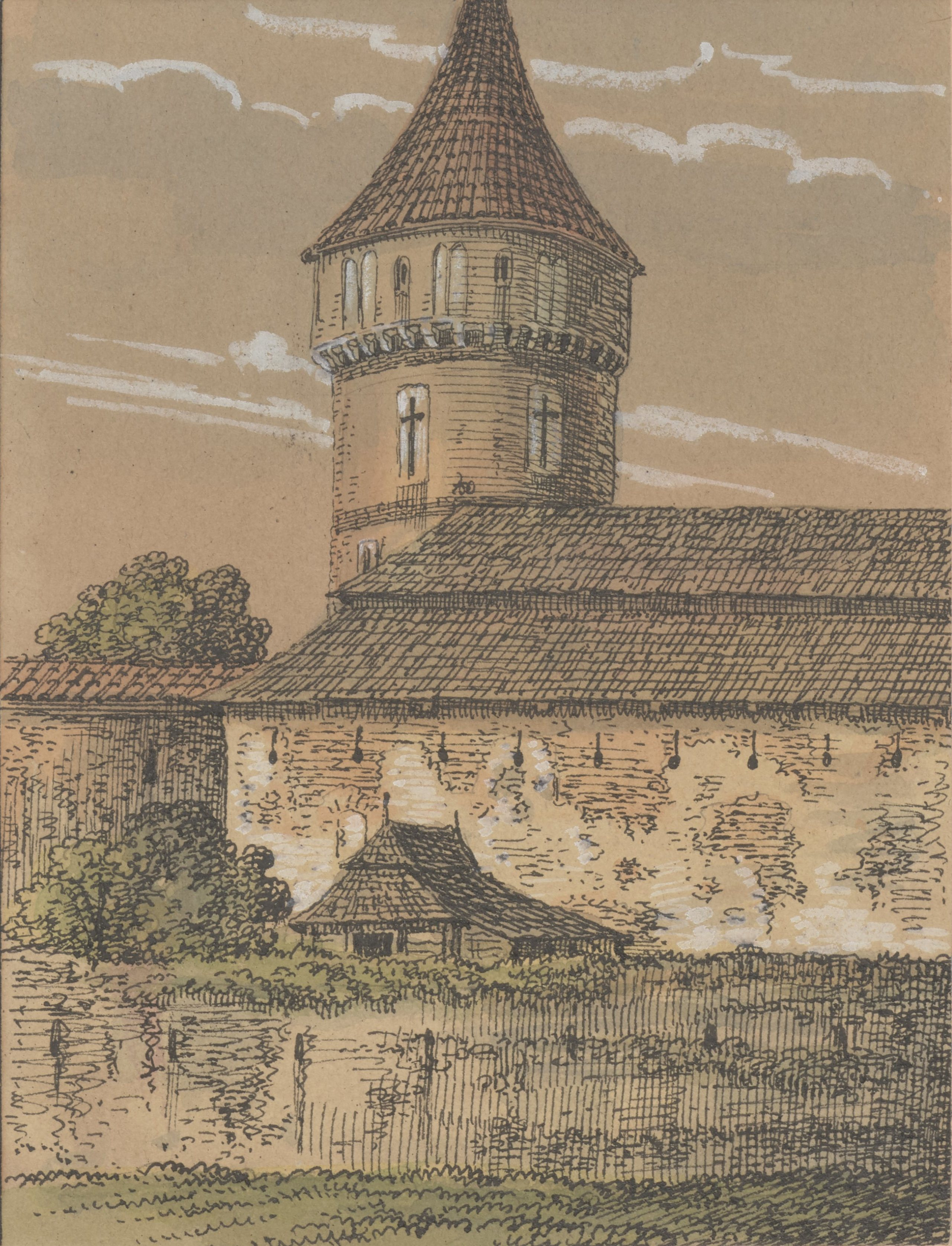
Baszta Stolarzy na rysunku wg akwareli Jerzego Głogowskiego (Kajetan Wincenty Kielisiński, 1834–39)
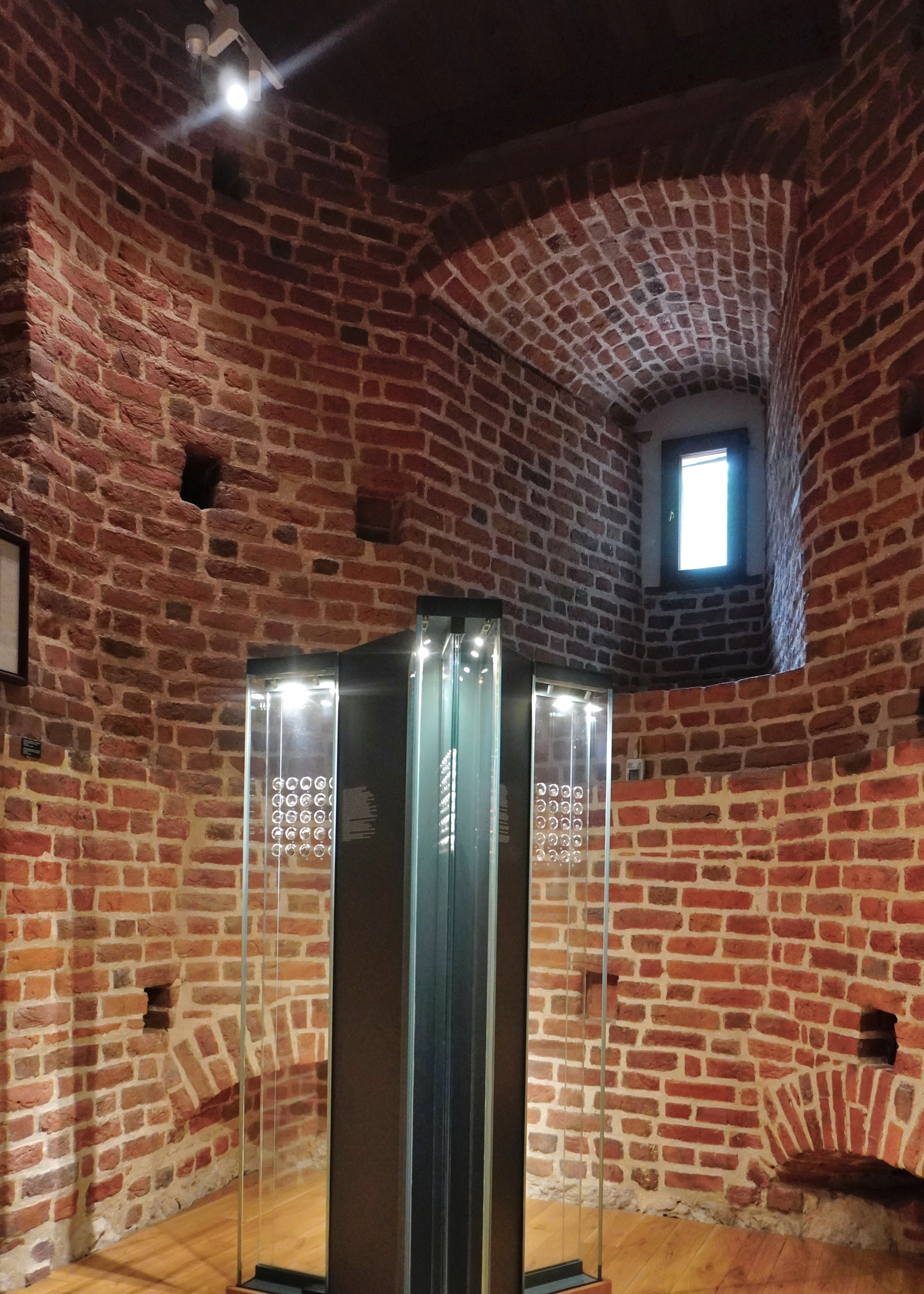
Wnętrze baszty, I piętro, Gabinet Numizmatyczny w Muzeum Książąt Czartoryskich